# Dock
Il Dock è un programma che mostra una barra (orizzontale o verticale) dove vengono visualizzati i programmi in esecuzione, i file di uso più comune e altri componenti che l'utente ritiene di uso comune.

## Etimologia
La parola deriva dall'uso comune in inglese di "dock", che si riferisce a un'area in cui persone o oggetti vengono depositati in attesa di essere prelevati da un mezzo di trasporto. In senso figurato, quindi, si può dire che le applicazioni nel "dock" sono "ormeggiate" in attesa del prossimo utilizzo da parte dell'utente. La sua implementazione più nota è quella integrata nell'interfaccia grafica di macOS ma, seppur con funzioni diverse, è utilizzato anche nei sistemi NEXTSTEP, OPENSTEP, AmigaOS e distribuzioni GNU/Linux.

## Storia
Venne ideata dalla Apple, ed il primo computer a presentarla fu l'Apple Lisa, nel 1983. L'idea sembrava però non prendere piede ed essere destinata a morire con il Lisa stesso, quando questo viene trasformato, con un'operazione di restyling, in Macintosh XL per poi essere abbandonato. In seguito, però viene ripresa nel 1987 dall'Acorn Archimedes, un innovativo computer dotato di processore RISC, il primo computer a fare un uso intensivo di Traybar e Dock. Arrivato poco dopo temibili concorrenti quali Atari ST e Amiga 500, il computer della Acorn, gode di uno scarso successo internazionale, ma può vantare di un discreto parco macchine venduto in Gran Bretagna, in quanto è scelto dal Ministero dell'Istruzione, quale successore dell'Acorn BBC, per l'apprendimento dell'informatica nelle scuole di ogni grado e nelle università. Un'intera generazione giovane e numerosi appassionati di informatica inglesi si familiarizzano col concetto di Dock e con quello di Traybar.
Nel 1988 Steve Jobs, fuoriuscito da Apple, crea il computer NeXT, un'innovativa piattaforma "di concetto", molto apprezzata dagli appassionati dell'informatica, ma dallo scarso successo di vendite. Di nuovo, il Dock esce alla ribalta come componente utile a semplificare l'utilizzo di una GUI. Nel frattempo, su altre piattaforme quali Amiga, nascono software di terze parti che implementano programmi simili al Dock di NeXT. Accolse il favore della stampa specializzata lo nota su NextSTEP e Microsoft stessa compra da Steve Jobs le licenze d'uso per portare un programma Dock anche all'interno di Windows; da allora si è ampiamente diffusa nei sistemi operativi.

## Descrizione

### Funzionamento
Originariamente mostrava sotto l'icona dei programmi in esecuzione un triangolo nero per evidenziare lo stato di attività di quel programma. Il nuovo Dock 3D introdotto con il sistema operativo Max OS X 10.5 (Leopard) prevede al posto del triangolo nero una sorta di punto di luce sotto il programma in esecuzione. Quando un programma viene lanciato, l'icona appare nel Dock (se non è già presente) e durante il caricamento l'icona "saltella". Quando si passa con il puntatore del mouse sopra un elemento del Dock l'elemento stesso viene ingrandito per evidenziare la possibilità d'attivare quell'elemento premendolo (è una funzione disabilitabile).
Se si minimizza una finestra (o un programma), un effetto grafico la rimpicciolisce gradualmente e la ripone nel Dock. Raggiunta una certa dimensione, le icone vengono ridotte in modo da consentire al Dock di contenere i nuovi elementi. Quest'ultime, nel Dock sono dei componenti attivi: se il programma Mail riceve una nuova e-mail, nell'icona del Dock appare una notifica badge. Se il programma iMessage è attivo e si riceve un messaggio, l'icona "saltella" per evidenziarlo; molti programmi interagiscono col Dock per fornire all'utente una risposta visuale del funzionamento di quest'ultimi.

### Opzioni
Include diverse opzioni di personalizzazione quali:
- Regolazione della dimensione del Dock (trascinando la barra di divisione tra il cestino e le applicazioni);
- Possibilità di posizionarlo in basso (posizione "classica") o ai lati dello schermo (trascinando il dock col tasto "Maiuscolo" premuto);
- Le icone del Dock si possono ingrandire al passaggio del mouse (attivabile attraverso le Preferenze di Sistema);
- Si può scegliere, dalle preferenze di sistema, se lasciarlo sempre sullo schermo o se nasconderlo quando non usato per lasciare più spazio visivo al desktop (con alcune applicazioni, il Dock sempre in primo piano può risultare scomodo);
- L'attivazione dell'aspetto 2D in Leopard e successivi è un'opzione nascosta e viene attivata dal sistema se l'hardware non supporta la caratteristica.